# UH-1 Iroquois
UH-1 Iroquois («Іроке́з») — військовий гелікоптер з одним газотурбінним двигуном, виконаний по класичній схемі з кермовим гвинтом (КГ). Гелікоптер розроблений у 1952 році компанією Bell Helicopter для Армії США як машина для порятунку поранених та доставки. Перший виліт здійснив 20 жовтня 1956 року. Гелікоптер поставили на конвеєр у 1960-му. Це був перший газотурбінний гелікоптер Армії США. Свою доцільність гелікоптер довів протягом В'єтнамської війни. Там він отримав прізвисько «Г'юї» (англ. Huey) від маркування HU-1. Під час війни приблизно 7 000 гелікоптерів було переправлено у В'єтнам.

## Розробка
У 1952 році армія визначила вимоги до нового гелікоптера для медичної евакуації, для тренування пілотів і загального використання. Військові визнали, що наявні гелікоптери були занадто великими, малосильними, або були занадто складні для обслуговування. У листопаді 1953 року переглянуті військовими вимоги були представлені Міністерством оборони. Двадцять компаній, що намагалися вибороти контракт, представили свої конструкції, в тому числі з Bell Helicopter Model 204 з газотурбінними двигунами. 23 лютого 1955 року армія оголосила про своє рішення — обрати Bell і побудувати три екземпляри моделі 204 для тестування. Прототипи отримали назву XH-40.

## Конструкція та озброєння
UH-1 має металевий фюзеляж напівмонококової конструкції з полозковим шасі і дволопасним несучим гвинтом (НГ). Ранні UH-1 моделі мали один газотурбінний двигун Lycoming T53 з потужністю від 700 к.с. (522 кВт) до 1400 к.с. (1040 кВт). Пізніше UH-1 та пов'язані з ними моделі будуть оснащені двома двигунами і чотирма лопатями несучого гвинта.
Усі гелікоптери в сім'ї UH-1 мають схожу конструкцію. UH-1H став наймасовішою версію цього гелікоптера. Конструктивно складається з двох поздовжніх головних балок, які проходять під пасажирською кабіною до носової частини фюзеляжу і назад до точки кріплення хвостової балки. Головні балки розділені поперечними перегородками і забезпечують несучу конструкцію для кабіни, шасі, підлоги з паливними баками, трансмісії, двигуна і хвостової балки. Вертикальні балки спочатку були алюмінієвими, але згодом замінені на сталь, у зв'язку з тріщинами, що з'являлися під час польотів. Напівмонококова хвостова балка кріпиться до фюзеляжу за допомогою чотирьох болтів.
Силова установка UH-1H включає в себе двигун, трансмісію, вал несучого гвинта, лопаті несущого гвинта, кермовий (хвостовий) гвинт, карданний вал і 42 та 90 градусні редуктори. Трансмісія має редуктор планетарного типу та зменшує оберти двигуна до 324 обертів на хвилину (для НГ). Дволопатева система зменшує місце для зберігання гелікоптерів, натомість дає вищий рівень вібрації.
Паливна система складається з п'яти з'єднаних між собою паливних баків, три з яких встановлені за трансмісією і два з яких знаходяться під підлогою кабіни. Шасі складається з двох труб, на які кріплять полози. Полози мають змінне покриття, щоб запобігти зносу самих труб. На полози можуть встановлюватися лижі і надувні поплавці.
Кабіна складається з двох місць для пілотів. Салон може містити до 13 пасажирів. Усі пасажирські сидіння виготовлені з алюмінієвих труб та полотна і легко знімаються. Салон також може бути оснащений шістьма носилками, внутрішніми рятувальними лебідками, додатковими паливними баками, прожекторами та іншими пристроями. Доступ в салон здійснюється через дві зсувні двері та дві невеликі навісні панелі. Двері і навісні панелі можуть бути зняті для польоту або двері можуть бути закріплені у відкритому стані. Пілоти залазять у гелікоптер через окремі двері.
Подвійне управління UH-1H є звичайним для гелікоптерів і складається з гідравлічної системи, важеля «шаг-газ» і педалей. Важелі «шаг-газ» оснащені рукояткою корекції, хоча вони не використовуються для контролю обертів несущого гвинта, який автоматично регулюється, проте вони використовуються для запуску і зупинки двигуна.

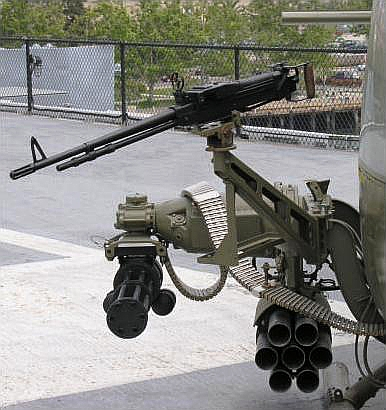
Типове озброєння «Г'юі»

З озброєння на UH-1H може бути встановлені кормові кулемети, кулемети системи гатлінга та ракетниці по боках гелікоптера, що приводяться у дію пілотами. У дверях по обох боках гелікоптера були вмонтовані по два кулемети М60D на станку або піхотні M60E1 та M60E2 на спеціальних ременях.
Спеціалізація бортового кулеметника була однією з найнебезпечніших під час війни, тому їх зазвичай не вистачало. Типовою ситуацією для часів В'єтнамської війни була наявність всього одного кулеметника на борту.

## Історія використання
Перші гелікоптери поставили у 101-ту повітряно-десантну дивізію США у форт Кемпбел, штат Кентуккі. Хоча їх поставили тільки для тестування, армія скоро перекинула їх у В'єтнам у березні 1962 року.
UH-1 «Х'юі» став символом інтервенції США у В'єтнам і зайняв своє місце не лише у військових діях, але і культурі. Наприклад, його використовували у сцені атаки гелікоптерів фільму «Апокаліпсис сьогодні» під звуки «Польоту валькірій» німецького композитора Вагнера. Під час війни він виконував різноманітні операції: штурм з повітря, логістика, евакуація, пошукові операції, підтримка з повітря.
Першою широкоформатною битвою, у якій брали участь UH-1 «Х'юі», була битва у долині Я-Дранг. Хід битви був визначений за допомогою гелікоптерів, що доставляли підкріплення на зони висадки. Оскільки UH-1 був дорогим гелікоптером, існували офіційні обмеження у висоті, на якій він повинен летіти, щоб неможливо було дістати легким озброєнням з землі. Однак на практиці пілоти нехтували правилами і використовували «Г'юі» на рівні висоти дерев. Загони розвідки спеціально літали низько, провокуючи партизан, щоб виявити їх розташування. Під час бою пілоти могли приземлюватися між двома протиборчими сторонами, даючи можливість двом бортовим кулеметникам стримувати атаку в'єтнамців, поки загін американців евакуювався з іншого боку. У книзі «Headhunters» автора Matthew Brennan трапляються спогади пілота про одну з операцій, у якій гелікоптер нависав над бункером і солдати прямо з полозів закидали гранати у бійниці. Через подібне нехтування правилами майже половина гелікоптерів була знешкоджена вогнем з землі.

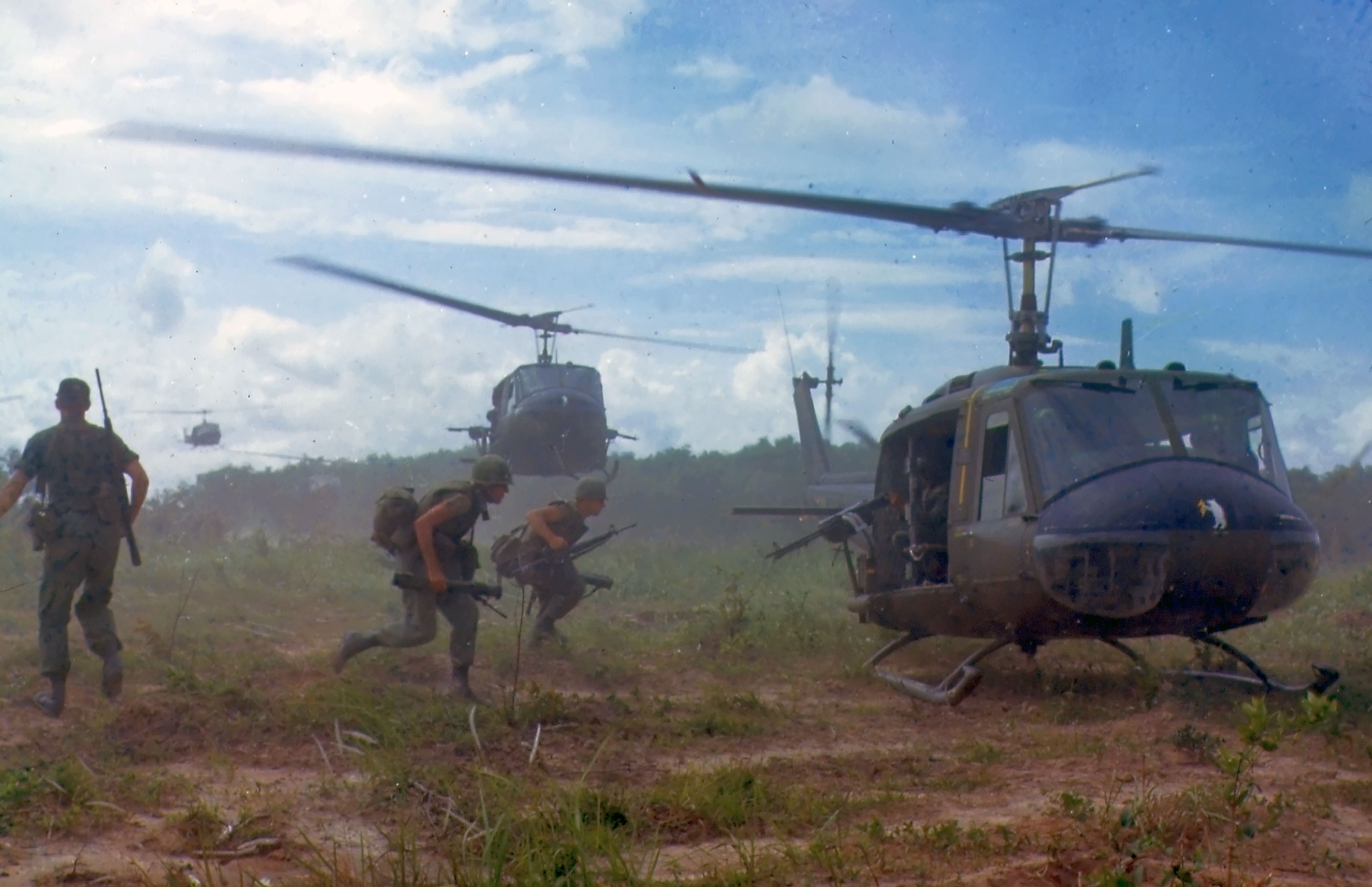
UH-1D евакуює солдатів 2-го батальйону, 14-ї піхотної дивізії з каучукової плантації Філхол у 1966-му

На місці розроблялися різноманітні тактики ведення війни за допомогою гелікоптерів. Американські військові часто використовували розвідувальні гелікоптери Bell OH-58A Kiowa та Hughes OH-6 Cayuse у команді з тяжко озброєними UH-1 «Г'юі». Розвідники викликали на себе вогонь, позначали місце сутички, а потім спускалися UH-1 «Г'юі» і зачищали територію. Також цей гелікоптер використовувався у команді з AH-1 Cobra, яка була озброєна ракетами. У цьому випадку UH-1 «Г'юі» викликав вогонь на себе, а AH-1 Cobra зачищала територію бомбардуванням.
Гелікоптери породили відновлення кавалерії в американській армії. Тепер замість коней військові використовували літаючі машини.
UH-1 «Г'юі» відігравав важливе значення не лише у транспортуванні солдат, але і для підтримки піхоти. Патрулювання деяких американських частин кавалерії тривало місяцями. Щовечора взвод повинен був розчищати зону висадки, а «Г'юі» привозили їжу, набої, листи тощо. Щоб уникнути засідки, навколо зони висадки розкидали різнокольорові димові шашки, по рації сповіщаючи пілотам, де знаходиться підготовлене місце посадки.
Під час війни з 7013 гелікоптерів 3305 було знищено. 1074 пілотів UH-1 «Г'юі» було вбито разом з 1103 членами екіпажів. З огляду на те що пілотувати вертоліт могли солдати і сержанти, а не офіцери (як, наприклад, у штурмовій чи бомбардувальній авіації) — такі втрати можна вважати припустимими, оскільки ефективність застосування «Г'юї» була дуже високою.
Армія США відмовилася від UH-1 після впровадження UH-60 «Чорний Яструб». Однак «Г'юі» досі лишаються в армії для тренування пілотів.

## Льотно-технічні характеристики (UH-1D)
Основні характеристики
- Екіпаж: 1-2
- Пасажиромісткість: 14
- Вантажопідйомність: 1760 кг
- Довжина: 17,4 м
- Висота: 4,39 м
- Діаметр несучого гвинта:

- Маса порожнього: 2365 кг
- Маса спорядженого: 4100 кг
- Максимальна злітна маса: 4309 кг
- Силова установка: 1 × турбовальний Lycoming T53-L-11  1100 кс ( 820 кВт)
- Діаметр гвинта: 14,63 м

Льотні характеристики
- Крейсерська швидкість: 201 км/год
- Бойовий радіус: 507 км
- Швидкопідйомність: 8,92 м/с

Озброєння
- Бойове навантаження:

- 2 × 7,62 мм кулемет M60 або 2 × 7,62 мм кулемет GAU-17/A
- 2 × 7-и або 19-и зарядні блоки НАР 2.75 in (70 мм)
- 2 × 7,62 mm Rheinmetall MG3 (армія та ВПС Німеччини)
- 2 × 303 Browning Mk II (Родезійський варіант, спарені кулемети з лівого борту)

## Аварії та катастрофи
26 листопада 2018 року UH-1 турецьких військових розбився в Стамбулі під час повернення з навчань. Усі 4 членів екіпажу та пасажирів загинули.

## Додатково
- Ім'я «Huey» вертоліт отримав через раннє, до 1962 року, маркування HU-1 (Helicopter Utility — 1).
- Армія США вже не користується даним типом вертольотів, замінивши його на UH-60, але Корпус морської піхоти США продовжує його застосовувати і вкладає гроші в його удосконалення.
- Остання модель для морської піхоти — UH-1Y.
- На основі UH-1 був створений перший у світі спеціалізований бойовий вертоліт Bell AH-1 Cobra.
- Принаймні один колишній UH-1 був після війни переправлений в СРСР на вивчення.
- Перший політ вертоліт здійснив в 1956 році, а це означає, що на сьогодні він є найстарішим, що залишається в масовій експлуатації, цього типу гелікоптерів.
- У цивільних авіакомпаніях досі літають «Г'юі», які брали участь у В'єтнамській війні.